# Hammerheart Records
A Hammerheart Records egy 1995-ben, Hollandiában alapított extrém metal zenei kiadó, jelenlegi tulajdonosa Jan Kruitwagen. Olyan nagyobb nevek is szerepeltek náluk, mint például a Dimmu Borgir, a Dissection, az Emperor, vagy a Pestilence.

## Fontosabb zenekarok

### Jelenlegi
- Pestilence
- Sear Bliss

### Korábbi
- Ancient Rites
- At the Gates
- Aura Noir
- Borknagar
- Burzum
- Cruachan
- Dark Funeral
- Dimmu Borgir
- Dissection
- Emperor
- Falkenbach
- Kampfar
- Limbonic Art
- Nile
- Old Funeral
- Old Man’s Child
- Primordial
- Sigh
- The Gathering
- The Kovenant
- Thyrfing
- Vader